# PSLV
PSLV — індійська ракета-носій. Назва є широко використовуваною абревіатурою від Polar Satellite Launch Vehicle, що українською означає «ракета-носій для виведення супутників на полярну орбіту». Ракета розроблена Індійською організацією космічних досліджень (ISRO), для запуску індійських супутників дистанційного зондування (IRS) на сонячно-синхронні орбіти.
PSLV — чотириступенева ракета-носій середнього класу, перший і третій ступені — твердопаливні, другий і четвертий — рідинні. Може бути запущена в трьох різних модифікаціях (PSLV, PSLV-CA, PSLV-XL), які відрізняються використанням бічних прискорювачів.
Перший запуск ракети-носія PSLV відбувся 20 вересня 1993 року. У квітні 2008 року з допомогою PSLV був здійснений успішний запуск відразу 10 супутників, що побило попередній світовий рекорд, поставлений Росією. Пізніше Росія повернула рекорд — 37 супутників у 2014 році., який протримався до 15 лютого 2017 року, коли ракетою PSLV-XL були виведені на орбіту 104 супутники.
Ракета-носій використовується для запуску на низьку навколоземну, полярну, сонячно-синхронні орбіти індійських космічних апаратів, а також для комерційних запусків зарубіжних супутників; до появи PSLV подібні комерційні послуги надавала тільки Росія. З допомогою PSLV можна також запускати невеликі супутники на геоперехідну орбіту (ГПО).
22 жовтня 2008 року ракета-носій PSLV-XL була використана для запуску першого індійського місячного зонда Чандраян-1, а 5 листопада 2013 року — для запуску першого індійського міжпланетного зонда Мангальян (Mars Orbiter Mission) до Марса. Також PSLV-XL використовується для запуску супутників індійської регіональної навігаційної системи IRNSS.

## Розробка
Розробка ракети-носія PSLV йшла з початку 1990-х років в Космічному центрі імені Вікрама Сарабхаї в місті Тіруванантапурам (штат Керала). Інерційні системи були розроблені спеціальним відділенням ISRO. Рідинний другий і четвертий ступені, а також реактивна система управління розроблялися в Центрі рідкопаливних силових установок (Трівандрум). Твердопаливні двигуни доопрацьовуються в космічному центрі імені Сатиша Дгавана, який також виконує операції запуску ракети-носія.

## Конструкція

### Перший ступінь
Перший ступінь PS1 — один із найбільших твердопаливних ступенів у світі, поступається в розмірах тільки бічним прискорювачам «Спейс Шаттлу» та «Аріан-5». Корпус виготовлений із загартованого сталевого сплаву, має довжину 20,34 м, діаметр 2,8 м і суху вагу 30 200 кг. Вміщує 138 т твердого палива на основі полібутадієну з кінцевими гідроксильними групами (HTPB). Двигун S139 розвиває максимальну тягу 4800 кН з питомим імпульсом 269 с у вакуумі.
Керування вектором тяги по тангажу і рисканню здійснюється методом створення асиметричної тяги в соплі двигуна за допомогою системи SITVC (Secondary Injection Thrust Vector Control), яка впорскує розчин перхлорату стронцію в потрібну частину сопла. Розчин знаходиться в циліндричних алюмінієвих паливних баках, для його стабілізації в баках під час польоту використовується стиснений азот. Контроль обертання здійснюється за допомогою двох двигунів RCT (Roll Control Thrusters), розташованих на протилежних сторонах першого ступеня між бічними прискорювачами.
Перший ступінь працює протягом 105 секунд після запуску і від'єднується на висоті близько 76 км.

### Прискорювачі
По боках першого ступеня прикріплені 6 твердопаливних прискорювачів.
Стандартна версія ракети-носія PSLV використовує прискорювачі PSOM, довжиною 10 м і діаметром 1 м. Кожен прискорювач вміщує близько 9 т палива на основі HTPB і розвиває тягу 503 кН з питомим імпульсом 262 с. Час роботи прискорювачів PSOM становить 44 с.
Версія PSLV-XL використовує збільшені прискорювачі PSOM-XL довжиною 13,5 м і вони вміщають до 12 т палива. Тяга прискорювачів PSOM-XL становить 719 кН, тривалість роботи — 49 с.
Чотири прискорювачі з шести запалюються в момент запуску ракети-носія, 2 — через 25 секунд після старту. Зазвичай перші від'єднуються на висоті 24 км через 68 с після запуску, другі — на висоті 41 км на 90-й секунді польоту. Два прискорювачі також оснащені системою SITVC для додаткового контролю обертання ракети-носія.

### Другий ступінь
Другий ступінь PS2 має діаметр 2,8 м, довжину 12,8 м і суху вагу 5300 кг.
На ступені встановлено один рідинний ракетний двигун Vikas з тягою 799 кН (у перших 7 польотах тяга становила 725 кН), як паливо двигун використовує суміш несиметричного диметилгідразина (пальне) і тетраоксид діазота (окисник), яка самозаймається. Ступінь вміщує до 40,7 т компонентів палива.
Двигун може відхилятися від центральної осі в межах 4°, забезпечуючи контроль вектора тяги. Контроль обертання забезпечується двома двигунами реактивної системи управління (Hot Gas Reaction Motor Control).
Час роботи ступеня становить 158 с, відстиковується на висоті близько 277 км.

### Третій ступінь
Третій ступінь PS3 — твердопаливний, використовує те ж паливо, що і перший ступінь. Має діаметр 2,02 м, довжину 3,54 м, суха вага 1100 кг і вміщає 6700 кг палива. Тяга двигуна S7 становить 240 кН з питомим імпульсом 294 с. Двигун має сопло з композитних матеріалів, який може відхилятися від центральної осі в межах 2°, даючи змогу здійснювати контроль вектора тяги по рисканню і тангажу. Обертання контролюється реактивною системою управління четвертого ступеня.

### Четвертий ступінь
Четвертий ступінь PS4 обладнаний польотним комп'ютером і системою інерційної навігації, які забезпечують управління процесом польоту ракети-носія з моменту запуску. Діаметр ступеня 2,02 м, довжина — 2,6 м, суха вага — 920 кг. На ступінь встановлені два рідинні ракетні двигуни L-2-5, тяга кожного становить 7,6 кН, питомий імпульс — 308 с. Пальним для них служить монометилгидразин, а окислювачем — суміш оксидів азоту (MON). Стабілізація палива забезпечується підвищеним тиском з використанням стисненого гелію. Двигуни можуть відхиляться від центральної осі до 3°, забезпечуючи контроль вектора тяги по тангажу і рисканню. Контроль обертання здійснює реактивною системою управління. Ця ж система забезпечує керування положенням ступеня у фазі вільного польоту і для переорієнтації при відстиковки декількох космічних апаратів.
При запуску модифікацій PSLV і PSLV-XL ступінь вміщує 2000 кг палива, при запуску PSLV-CA — 1600 кг Час роботи ступені залежить від профілю місії і може досягати 525 с.

### Головний обтічник
На ракеті-носії використовують алюмінієвий обтічник висотою 8,3 м, діаметром 3,2 м і вагою 1150 кг. Зазвичай він від'єднується через 165 с після запуску на висоті близько 130 км.

## Модифікації

### PSLV
Перший і основний варіант PSLV. Чотириступенева ракета-носій, що використовує 6 стандартних бічних твердопаливних прискорювачів PSOM. Висота ракети становить 44 м, стартова маса — 295 т.

### PSLV-CA
У цій модифікації ракета-носій вперше запущена у 2007 році, використовується за необхідності запуску порівняно невеликого корисного навантаження. CA в назві позначає Core Alone (з англ. core alone — лише серцевина). Використовуються основні ступені, без бічних прискорювачів. На першому ступені залишаються закріпленими баки з паливом для системи управління вектором тяги та двигуни для контролю обертання. Четвертий ступінь використовує на 400 кг менше палива. Стартова маса — 229 т.

### PSLV-XL
Покращена стандартна модифікація PSLV. Стартова маса становить 320 т, використовуються збільшені бічні твердопаливні прискорювачі PSOM-XL. 29 грудня 2005 року ISRO провела успішні випробування вдосконаленої версії стартового прискорювача. Перший запуск версії PSLV-XL відбувся у 2008 році, був запущений перший індійський місячний зонд «Чандраян-1».

## Запуски ракети-носія PSLV
| № | Дата запуску (UTC) | Версія      | Стартовий майданчик | Корисне навантаження | Маса (кг)                                               | Результат        |
| --- | --- | ----------- | ------------------- | --- | ------------------------------------------------------- | ---------------- |
| D1 | 20.09.1993, 05:12 | PSLV        | Шрихарикота, перший | IRS-1E | 846                                                     | Невдача          |
| D1 | Перша тестова спроба запуску. Через помилку в програмі управління запуск завершився невдачею, уламки ракети впали в Бенгальську затоку. |             |                     | |                                                         |                  |
| D2 | 15.10.1994, 05:05 | PSLV        | Перший              | IRS-P2 | 804                                                     | Успіх            |
| D2 | Другий тестовий і перший успішний запуск. |             |                     | |                                                         |                  |
| D3 | 21.03.1996, 04:53 | PSLV        | Перший              | IRS-P3 | 930                                                     | Успіх            |
| D3 | |             |                     | |                                                         |                  |
| C1 | 29.09.1997, 04:47 | PSLV        | Перший              | IRS-D1 | 1250                                                    | Часткова невдача |
| C1 | Через збій у роботі четвертого ступеня апарат був виведений не на розрахункову орбіту. Витік гелію спровокував зниження продуктивності ступеня на 140 м/с, замість кругової орбіти висотою 817 км апарат виведений на еліптичну орбіту 301×823 км. Було використано 70 % власного палива апарата для довиведення його на функціональну орбіту 742×822 км. |             |                     | |                                                         |                  |
| C2 | 26.051999, 06:22 | PSLV        | Перший              | Oceansat-1 DLR-Tubsat KitSat 3 | 1036 45 107                                             | Успіх            |
| C2 | Перший успішний комерційний запуск. |             |                     | |                                                         |                  |
| C3 | 22.10.2001, 04:53 | PSLV        | Перший              | TES PROBA BIRD | 1108 94 92                                              | Успіх            |
| C3 | |             |                     | |                                                         |                  |
| C4 | 12.09.2002, 10:23 | PSLV        | Перший              | Індія | 1060                                                    | Успіх            |
| C4 | Перший запуск на геоперехідну орбіту. |             |                     | |                                                         |                  |
| C5 | 17.10.2003, 04:52 | PSLV        | Перший              | ResourceSat-1 | 1360                                                    | Успіх            |
| C5 | |             |                     | |                                                         |                  |
| C6 | 05.05.2005, 04:45 | PSLV        | Шрихарикота, другий | Cartosat-1 HAMSAT | 1560 42,5                                               | Успіх            |
| C6 | |             |                     | |                                                         |                  |
| C7 | 10.05.2007, 03:54 | PSLV        | Перший              | CartoSat-2 SRE LAPAN-TUBSAT PEHUENSAT-1 | 650 550 56 6                                            | Успіх            |
| C7 | Вперше використовувався диспенсер Dual Launch Adapter для запуску чотирьох супутників. Вперше на борту використовувалася відеосистема, для зйомки відділення перших трьох супутників від четвертого ступеня ракети. |             |                     | |                                                         |                  |
| C8 | 23.04.2007, 10:00 | PSLV-CA     | Перший              | AGILE AAM | 352 185                                                 | Успіх            |
| C8 | Перший запуск модифікації PSLV-CA. Перший комерційний запуск із закордонним супутником як основне корисне навантаження. |             |                     | |                                                         |                  |
| C10 | 21.05.2008, 03:45 | PSLV-CA     | Перший              | TecSAR | 260                                                     | Успіх            |
| C10 | Другий комерційний запуск (зарубіжний супутник як основне корисне навантаження). |             |                     | |                                                         |                  |
| C9 | 28.04.2008, 03:53 | PSLV-CA     | Другий              | Cartosat-2A IMS-1/TWSAT RUBIN-8 CanX-6/NTS CanX-2 Cute 1.7+APD-2 Delfi-C3 Seeds-2 Compass-1 AAUSAT-II | 690 83 8 6,5 3,5 3 2,2 1 0,75                           | Успіх            |
| C9 | Найбільша кількість супутників (10) виведених PSLV за один раз. |             |                     | |                                                         |                  |
| C11 | 22.10.2008, 00:52 | PSLV-XL     | Другий              | Чандраян-1 | 1380                                                    | Успіх            |
| C11 | Перший індійський місячний зонд і перший запуск модифікації PSLV-XL. |             |                     | |                                                         |                  |
| C12 | 20.04.2009, 01:15 | PSLV-CA     | Другий              | RISAT-2 ANUSAT | 300 40                                                  | Успіх            |
| C12 | Запуск першого індійського радіолокаційного супутника. |             |                     | |                                                         |                  |
| C14 | 23.09.2009, 06:21 | PSLV-CA     | Перший              | Oceansat-2 Rubin 9.1 Rubin 9.2 SwissCube-1 BeeSat UWE-2 ITUpSAT1 | 960 8 8 1                                               | Успіх            |
| C14 | |             |                     | |                                                         |                  |
| C15 | 12.07.2010, 03:52 | PSLV-CA     | Другий              | Cartosat-2B ALSAT-2A AISSat-1 TIsat-1 StudSat | 690 117 6.5 1 0,95                                      | Успіх            |
| C15 | |             |                     | |                                                         |                  |
| C16 | 20.04.2011, 04:42 | PSLV        | Перший              | Resourcesat-2 X-Sat YouthSat | 1206 106 92                                             | Успіх            |
| C16 | Російсько-індійський супутник YothSat створений російськими та індійськими університетами для освітніх програм. Перший сінгапурський супутник X-Sat буде збирати дані про ерозію ґрунтів протягом 3 років. Індійський супутник Resourcesat-2 призначений для дистанційного зондування Землі, на ньому встановлена канадська апаратура спостереження за морськими суднами. |             |                     | |                                                         |                  |
| C17 | 15.07.2011, 11:18 | PSLV-XL     | Другий              | GSAT-12 | 1410                                                    | Успіх            |
| C17 | Перше використання польотного комп'ютера Vikram. |             |                     | |                                                         |                  |
| C18 | 12.10.2011, 05:31 | PSLV-CA     | Перший              | Megha-Tropiques VesselSat-1 SRMSAT Jugnu | 1000 29 11 4                                            | Успіх            |
| C18 | Третій комерційний запуск. |             |                     | |                                                         |                  |
| C19 | 26.04.2012, 00:17 | PSLV-XL     | Перший              | RISAT-1 | 1858                                                    | Успіх            |
| C19 | |             |                     | |                                                         |                  |
| C21 | 09.09.2012, 04:23 | PSLV-CA     | Перший              | SPOT-6 mRESINS PROITERES | 712 50 15                                               | Успіх            |
| C21 | |             |                     | |                                                         |                  |
| C20 | 25.02.2013, 12:31 | PSLV-CA     | Перший              | SARAL Sapphire NEOSSat TUGSAT-1 UniBRITE-1 STRaND-1 AAUSAT3 | 409 148 74 14 6,5 0,8                                   | Успіх            |
| C20 | |             |                     | |                                                         |                  |
| C22 | 01.07.2013, 18:11 | PSLV-XL     | Перший              | IRNSS-1A | 1425                                                    | Успіх            |
| C22 | |             |                     | |                                                         |                  |
| C25 | 05.11.2013, 09:08 | PSLV-XL     | Перший              | Mangalyaan | 1350                                                    | Успіх            |
| C25 | Перша індійська місія до Марса. |             |                     | |                                                         |                  |
| C24 | 04.04.2014, 11:44 | PSLV-XL     | Перший              | IRNSS-1B | 1432                                                    | Успіх            |
| C24 | Другий супутник індійської регіональної супутникової системи навігації. |             |                     | |                                                         |                  |
| C23 | 30.06.2014, 04:22 | PSLV-CA     | Перший              | SPOT 7 Can-X4 Can-X5 AISAT VELOX-1 | 714 15 15 14 7                                          | Успіх            |
| C23 | Четвертий комерційний запуск. |             |                     | |                                                         |                  |
| C26 | 15.10.2014, 20:02 | PSLV-XL     | Перший              | IRNSS-1C | 1425                                                    | Успіх            |
| C26 | Третій супутник індійської регіональної супутникової системи навігації. |             |                     | |                                                         |                  |
| C27 | 28.03.2015, 11:49 | PSLV-XL     | Другий              | IRNSS-1D | 1425                                                    | Успіх            |
| C27 | Четвертий супутник індійської регіональної супутникової системи навігації. |             |                     | |                                                         |                  |
| C28 | 10.07.2015, 16:28 | PSLV-XL     | Перший              | UK-DMC3A UK-DMC3B UK-DMC3C CBNT-1 DeOrbitSail | 447 447 91 7                                            | Успіх            |
| C28 | Найважчий вантаж виведений в комерційний запуск ISRO (1439 кг). |             |                     | |                                                         |                  |
| C30 | 28.09.2015, 04:30 | PSLV-XL     | Перший              | Astrosat LAPAN-A2 ExactView 9 Lemur-2 1, 2, 3, 4 | 1650 68 5,5 4 (×4)                                      | Успіх            |
| C30 | |             |                     | |                                                         |                  |
| C29 | 16.03.2015, 12:30 | PSLV-CA     | Перший              | TeLEOS-1 VELOX C1 VELOX 2 Kent Ridge 1 Galassia Athenoxat-1 | 400 123 13 78 3,4                                       | Успіх            |
| C29 | Комерційний запуск шести сінгапурських супутників. Вперше проведено повторне запалення четвертого ступеня після завершення основної місії. |             |                     | |                                                         |                  |
| C31 | 20.05.2016, 04:01 | PSLV-XL     | Другий              | IRNSS-1E | 1425                                                    | Успіх            |
| C31 | П'ятий супутник індійської регіональної супутникової системи навігації. |             |                     | |                                                         |                  |
| C32 | 10.03.2016, 10:31 | PSLV-XL     | Другий              | IRNSS-1F | 1425                                                    | Успіх            |
| C32 | Шостий супутник індійської регіональної супутникової системи навігації. |             |                     | |                                                         |                  |
| C33 | 28.04.2016, 07:20 | PSLV-XL     | Перший              | IRNSS-1G | 1425                                                    | Успіх            |
| C33 | Сьомий супутник індійської регіональної супутникової системи навігації. |             |                     | |                                                         |                  |
| C34 | 22.06.2016, 03:56 | PSLV        | Другий              | Cartosat-2C Skysat Gen 2-1 BIROS (FireBird 2) M3MSat LAPAN A3 GHGSat-D (Claire) Dove Flock-2p (1, 2, …, 11, 12) SathyabamaSat Swayam | 727,5 110 130 85 120 25,5 4,7 (×12) 1,5 1               | Успіх            |
| C34 | Запуск одночасно 20 супутників, рекордна кількість для ракети-носія PSLV. Сумарна вага корисного навантаження — 1288 кг. Після виведення супутників на орбіту проведено вже другий експеримент з повторним запуском четвертої ступені. |             |                     | |                                                         |                  |
| C35 | 26.09.2016, 3:42 | PSLV        | Перший              | SCATSAT-1 AlSat-1B AlSat-2B BlackSky Pathfinder 1 Pratham AlSat-1N PISat CanX-7 | 371 120 110 50 10 7 5,3 3,5                             | Успіх            |
| C35 | Вперше корисне навантаження виведене на 2 різні орбіти. Після відстиковки супутника SCATSAT-1 на орбіті заввишки км і нахилом 98,1°, четвертий ступінь ракети-носія здійснив два 20-секундних включення двигуна, знизивши висоту орбіти до 689 км для відділення інших семи супутників. Також вперше ракета-носій PSLV виконала 5 запусків протягом одного року. |             |                     | |                                                         |                  |
| C36 | 07.03.2016, 04:55 | PSLV-XL     | Перший              | Resourcesat-2A | 1235                                                    | Успіх            |
| C36 | |             |                     | |                                                         |                  |
| C37 | 15.02.2017, 03:58 | PSLV-XL     | Перший              | Cartosat-2D INS-1A INS-1B Dove Flock-3p 1, 2, …, 87, 88 Lemur-2 22, 23, …, 28, 29 PEASSS DIDO-2 BGUSat Al-Farabi-1 Nayif-1 | 714 8,4 9,7 4,7 (×88) 4,6 (×8) 3 4,2 4,3 1,7 1,1        | Успіх            |
| C37 | Запуск рекордної кількості супутників одночасно (104 шт., Загальною масою 1 378 кг) на орбіту висотою 500 км. |             |                     | |                                                         |                  |
| C38 | 23.06.2017, 03:59 | PSLV-XL     | Перший              | Cartosat-2E NIUSAT (Keralshree) CE-SAT 1 Max Valier Sat Venta-1 CICERO-6 D-Sat Blue Diamond Green Diamond Red Diamond Lemur-2 34, 35, …, 40, 41 Aalto-1 ROBUSTA-1B SUCHAI skCUBE COMPASS-2 (QB50 DE04) InflateSail (QB50 GB06) LituanicaSAT-2 (QB50 LT01) URSA MAIOR (QB50 IT02) NUDTSat (QB50 CN06) Pegasus (QB50 AT03) UCLSat (QB50 GB03) VZLUsat-1 (QB50 CZ02) Tyvak 53B | 712 15 65 16 7,5 10 4,5 6 4,7 (×8) 4 1 4 3 2 ?          | Успіх            |
| C38 | Запуск шостого супутника ДЗЗ серії Cartosat-2 і другорядного навантаження, що складається з 30 малих супутників загальною масою 243 кг, серед яких перші супутники Латвії та Словаччини. |             |                     | |                                                         |                  |
| C39 | 31.08.2017, 13:30 | PSLV-XL     | Другий              | IRNSS-1H | 1425                                                    | Невдача          |
| C39 | Запуск восьмого супутника індійської регіональної супутникової системи навігації завершився невдачею. На ділянці роботи другого ступеня, в призначений час, через 3 хвилини 24 секунд після старту ракети-носія, головний обтічник для корисного навантаження відокремився від четвертого ступеня. Через додаткову вагу обтічника, четверта ступінь вийшла на орбіту 167 × 6554 км, з нахилом 19,18°, набагато нижче запланованої орбіти 284 × 20650 км. Супутник відокремився всередині обтічника. |             |                     | |                                                         |                  |
| C40 | 12.05.2018, 03:59 | PSLV-XL     | Перший              | Cartosat-2F Microsat-TD LEO Vantage-1 Carbonite-2 ICEYE CICERO-7 INS-1C Arkyd-6A Corvus-BC 3 Flock-3p' 1, 2, 3, 4 Lemur-2 y1, y2, y3, y4 MicroMAS-2a PicSat CANYVAL-X 1 (Tom) CANYVAL-X 2 (Jerry) CNUSail-1 (Papillon) KAUSAT-5 SIGMA (KHUSAT-3) DemoSat-2 Tyvak 61C Fox-1D STEP Cube Lab SpaceBEE 1, 2, 3, 4                                                               | 710 ~120 100 ~10 11 10 11 5 (×4) 4 (×4) 5,5 4 2,7 1 4 1 | Успіх            |
| C40 | Запуск супутника ДЗЗ Cartosat-2F, а також 30 малих супутників загальною масою 613 кг. Сумарна маса корисного навантаження становить 1 323 кг. 30 супутників виведені на сонячно-синхронну орбіту висотою 505 км, а потім четвертий ступінь опустився на орбіту висотою 359 км і випустив індійський мікросупутник Microsat-TD. |             |                     | |                                                         |                  |
| Запуски, що плануються                                                                                  | |             |                     | |                                                         |                  |
| № | Дата запуску (UTC) | Версія      | Стартовий майданчик | Корисне навантаження | Масса (в кг)                                            | Результат        |
| C41 | 2018 | PSLV-XL     | Другий              | IRNSS-1I |                                                         |                  |
| C41 | 2018 | PSLV-XL     | Team Indus HAKUTO   | |                                                         |                  |
| Запуск індійського і японського апаратів на поверхню Місяця в рамках конкурсу Google Lunar X PRIZE.     | |             |                     | |                                                         |                  |
| 2018 | PSLV | Cartosat-3  |                     | |                                                         |                  |
| 2018 | PSLV-CA | EnMAP       |                     | |                                                         |                  |
| 2018 | PSLV | Oceansat-3  |                     | |                                                         |                  |
| 2019 | PSLV | Cartosat-3A |                     | |                                                         |                  |
| 2019 | PSLV-XL | RISAT-1A    |                     | |                                                         |                  |
| 2019 | PSLV-XL | Aditya      |                     | |                                                         |                  |
| Перший індійський супутник для вивчення Сонця буде запущений в точку Лагранжа L1 системи Земля — Сонце. | |             |                     | |                                                         |                  |
| 2020 | PSLV | Cartosat-3B |                     | |                                                         |                  |
| | |             |                     | |                                                         |                  |
| 2020 | PSLV | Oceansat-3A |                     | |                                                         |                  |
| 2020 | PSLV-XL | RISAT-2A    |                     | |                                                         |                  |